# Dança de São Gonçalo
A Dança de São Gonçalo, também chamada de Baile de São Gonçalo ou Roda de São Gonçalo, é uma tradição do folclore brasileiro, que consiste numa festa com música e dança em homenagem a São Gonçalo de Amarante, para pagar promessas e agradecer por graças alcançadas. Tem origem latino americana, podendo ser encontrada em diversos estados do Brasil, com características próprias em cada região, como na região Sudeste e Nordeste.
A festa surgiu em Portugal e é realizada desde o século XIII. No Brasil, a devoção começou no início do século XVIII, inicialmente no interior das igrejas dedicadas a São Gonçalo. Atualmente, o cenário mais comum é uma espécie de barracão, chamado de ramada, coberto de palha de babaçu e tendo à frente um altar com imagens católicas.

## História
Antigamente era realizada no interior das igrejas de São Gonçalo, festejado no dia 10 de janeiro, data de sua morte em 1259. Realizada em Portugal desde o Século XIII, chegou ao Brasil em princípios do Século XVIII, com os fiéis de São Gonçalo de Amarante.
Na cidade do Porto, em Portugal, o ato de se dançar nas ocasiões de comemoração a São Gonçalo era chamado de Festa das Regateiras. Ocasião em que participavam as mulheres que queriam se casar. A dança era realizada dentro da igreja, remetendo à Idade Média e Moderna em Portugal.

## O Santo
São Gonçalo é um santo português com culto permitido pelo papa Júlio III em 24 de abril de 1551. Nascido em Tagilde no ano de 1187, estudou rudimentos com um devoto sacerdote.
No regresso, São Gonçalo passou por um período de busca interior e encontrou na experiência popular a maneira de converter pecadores. Conta-se que São Gonçalo dançava, cantava e tocava sua viola a noite toda em meio às mulheres da noite, assim esperava que elas ficassem cansadas e não mais pecassem, pelo menos naquela noite. Ele entendia que as mulheres que se participassem dessas danças aos sábados não cairiam em tentação também no domingo. Acreditava ainda, que com o tempo se converteriam e se casariam. Durante a dança, para não cair em tentação, São Gonçalo usava pregos em suas botas. Dizem os antigos que a maneira de dançar São Gonçalo, meio cambaleante, é uma lembrança do modo que dançava  próprio São Gonçalo ao sentir as dores dos pregos em seus pés.
São Gonçalo pregou e operou supostos milagres por todo o norte de Portugal. Sobre o rio Tâmega construiu uma ponte. São Gonçalo morreu no dia 10 de janeiro de 1259 em Amarante, no Douro, à margem direita do rio Tâmega, em Portugal. Após sua morte, passou a ser protetor dos violeiros, remédio contra as enchentes, além de casamenteiro. Ele foi canonizado em 1561. O rei de Portugal D. João III, um grande devoto,foi um dos primeiros a empenhar-se para a beatificação de São Gonçalo em Roma. Em Portugal a sua festa é realizada em Amarante,no dia 7 de Junho e dedicam-lhe uma semana de festejos, com procissões, bandas de música, folguedos populares, etc.

## Brasil

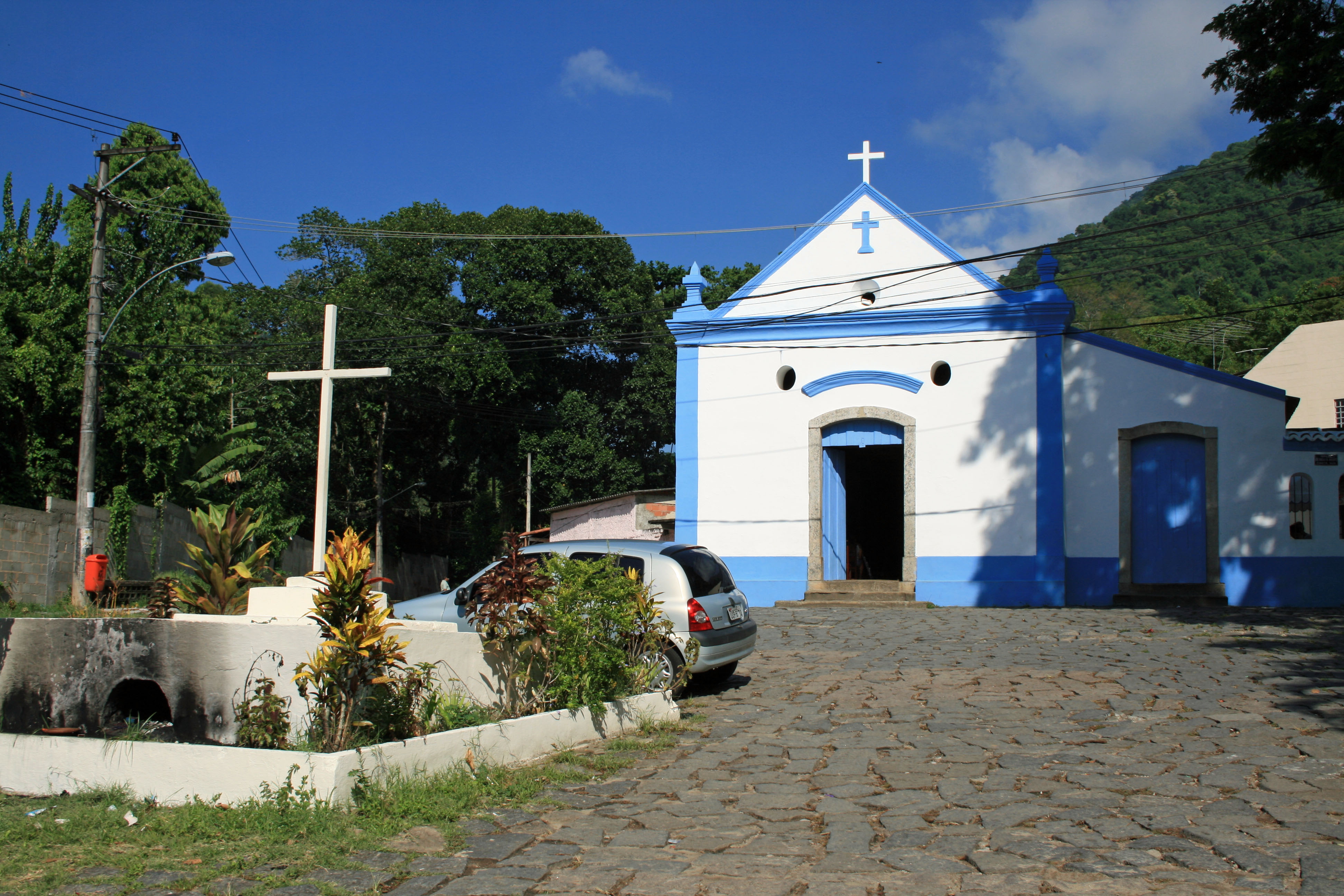
Vista externa da igreja de São Gonçalo do Amarante no bairro de Camorim, no município do Rio de Janeiro.

No Brasil, atualmente não há dia determinado; aliás não fazem mais festas, romarias para o santo (outrora 10 de janeiro) somente oferecem-lhe uma dança e reza, cerimônia que ocorre sempre que alguém lhe tenha feito promessa e alcançado uma graça.
Em algumas locais o Santo (Imagem) é representado da forma Católica, ou seja com a ausência da viola, no entanto as imagens do Santo destinadas para o culto popular através da Dança de São Gonçalo é representada, na grande maioria das vezes de duas maneiras:
Esta manifestação pode ser encontrada em quase todo o Brasil, com variações coreográficas bastantes diversificadas, tomando diferentes formas de execução.
O primeiro registro de uma festa de São Gonçalo na Bahia foi feito em 1718, na cidade de Salvador, pelo viajante francês Gentil de La Barbinais. A festa aconteceu na antiga igreja de São Gonçalo, no atual bairro da Federação, e reuniu o então Vice-Rei Marquês de Angeja, padres, fidalgos, mulheres e escravos que dançavam com tamanha intensidade que "faziam vibrar a nave da igreja". Aos gritos de "Viva São Gonçalo do Amarante", os bailarinos pegaram a imagem do santo e "começaram a jogá-la para o alto, de um para o outro...", escreveu o escandalizado viajante.

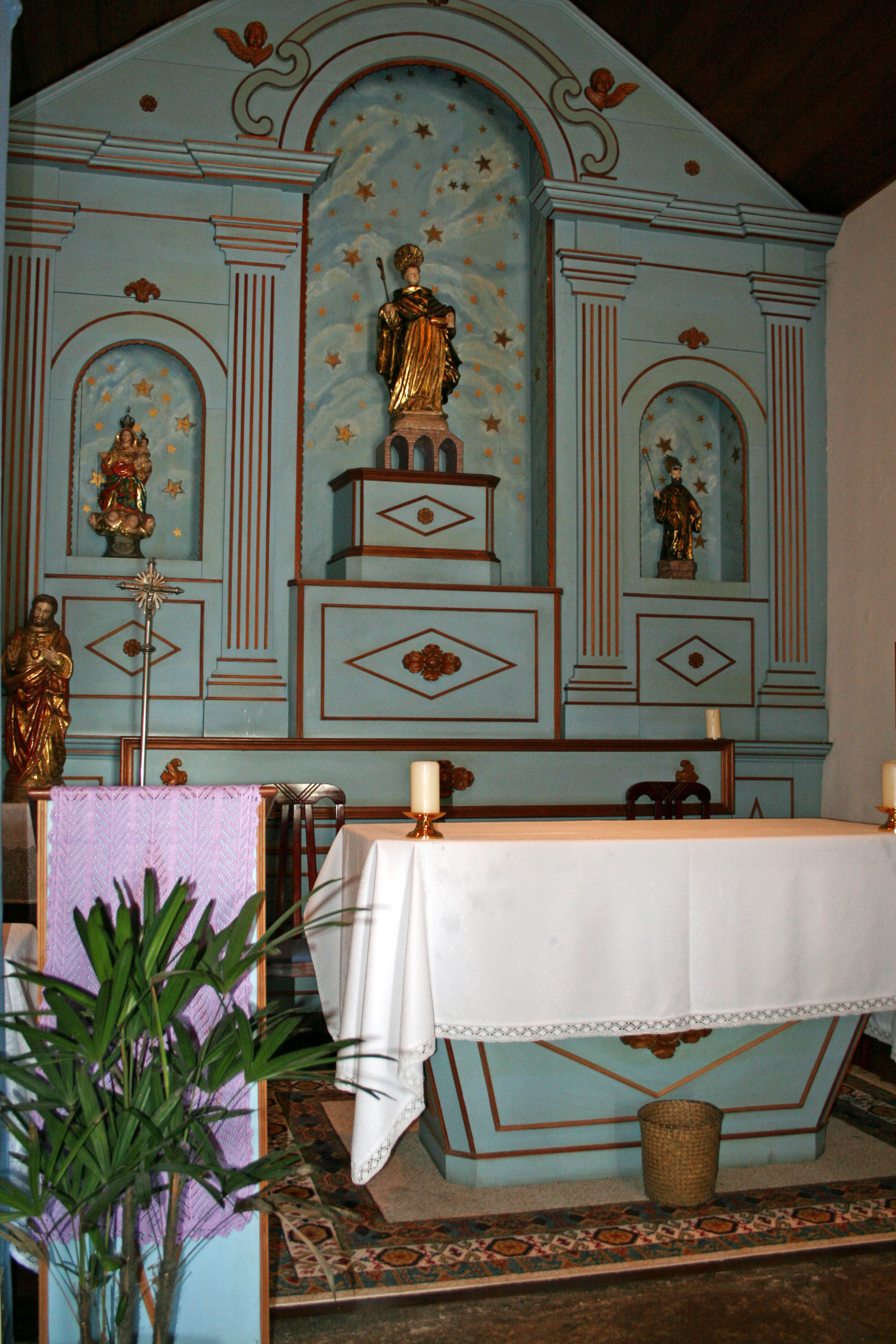
Altar da igreja de São Gonçalo do Amarante no bairro de Camorim, no município do Rio de Janeiro.

A dança hoje é organizada em pagamento de promessa devida a São Gonçalo. O promesseiro é quem organiza a função, administrando todo o processo necessário à realização deste ritual. É realizada dentro de casa ou em local coberto, onde se arma um altar com a imagem deste santo e outros de devoção do promesseiro. Em frente a este altar é que se desenvolve toda a dança.
Os dançarinos se organizam em duas fileiras, uma de homens e outra de mulheres, voltadas para o altar. Cada fileira é encabeçada por dois violeiros, mestre e contramestre, que dirigem todo o rito.
A dança é dividida em partes chamadas “volta”, cujo número varia entre 5, 7, 9 e 21. Entre cada “volta” há interrupção e todos aproveitam para se servir das iguarias oferecidas pelo promesseiro.
As “voltas” são desenvolvidas com os violeiros cantando, a duas vozes, loas a São Gonçalo, enquanto dançarinos, sapateando na fileira em ritmo sincopado, dirigem-se em dupla até o altar, beijam o santo, fazem genuflexão e saem sem dar as costas para o altar, ocupando os últimos lugares de suas fileiras. Cada volta pode durar de 40 minutos a 2 ou 3 horas, dependendo do número de dançadores. Na última “volta”, em São Paulo chamada “Cajuru”, forma-se uma roda onde o promesseiro a dança carregando imagem do santo, retirada do altar. Se houver mais de um pagador de promessa e mais de uma imagem, todos os promesseiros carregam simultaneamente as imagens. No caso de haver apenas uma imagem para vários promesseiros, o santo vai passando de mão em mão, enquanto os demais dançarinos agitam lenços brancos.
No Paraná, as “voltas” recebem nomes especiais, como “despontam”, “marca-passo”, “parafuso”, “confissão” e “casamento”. Neste estado ainda é bem comum a tradição principalmente em comunidades quilombolas, como, por exemplo, no município de Curiúva e Ventania. Em outros municípios, como Tijucas do Sul, a dança era conhecida como Fandango de São Gonçalo.
Em Minas Gerais é considerada dança de votos de solteironas que desejam se casar. A dança é desenvolvida por dez ou doze pares de moças, todas vestidas de branco, cada uma delas levando um grande arco de arame recoberto de papel de seda branco franjado. O movimento das rodas é ordenado pelo “marcante”, única figura masculina presente. Acompanhada pela música executa em viola, sanfona e caixa, a coreografia consta de evoluções com os arcos.
As Rodas de São Gonçalo de Amarante acontecem durante a Festa de Nossa Senhora do Rosário. Participam desta dança igualmente, as moças casadouras da cidade, que em pares e vestidas de branco empunham um arco ornamentado de flores e fitas. Após a missa matinal, as moças saem da igreja pelas ruas em cortejo, cantando loas ao santo casamenteiro, acompanhadas de músicos tocando violas, rabecas, violões e pandeiros. A dança se estende pela noite, defronte das igrejas ornamentadas com arcos de flores, iluminados por velas acesas.
Em Alagoas a dança incorpora elementos litúrgicos e as moças novamente, vestem-se inteiramente de branco. Formam duas colunas com seis pares que dançam acompanhadas pelos tocadores.
Em Pernambuco as moças vestem-se com saias azuis e blusas brancas. Na Bahia a indumentária é livre.
Em Sergipe a tradição tem a referência do padre português que introduziu a dança como pretexto para atrair os infiéis à igreja, catequizando-os e incutindo-lhes a prática do casamento. O grupo é conduzido por um "mestre" tocador de viola, um "contra-mestre" que toca a "meia-cuia" e dois guias. A dança é executada em nove rodas, divididas em treze partes apresentando coreografias diferenciadas. A indumentária é livre.
No município de Laranjeiras em Sergipe, no povoado de Mussuca, essa dança é executada somente por homens (negros em sua maioria). A única mulher presente não tem papel ativo (carrega o santo).
Para os pesquisadores Beatriz Caiuby Labate e Gustavo Pacheco, o Baile de São Gonçalo serviu de inspiração para a criação dos rituais do Santo Daime.

## Mariposa
Este grupo é constituído de: “Patrão”, o chefe,  que tira os cantos e comanda a dança por meio de gestos e toques convencionais que executa na caixa. “Mariposa”, mulher que carrega o santo à frente do cortejo e eventualmente tira os cantos. “Tocadores” em número de quatro, têm função de executar as músicas. Dançarinos, em número de oito, são liderados por dois “Guias” que encabeçam as fileiras.
Os dançadores homens se vestem com saias, turbante na cabeça, fitas coloridas e colares, pois estão representando as prostitutas que São Gonçalo recuperou através da dança.
As indumentárias do grupo também possuem significados culturais negros. Os colares coloridos não seriam simples adornos, mas sim contas africanas de culto aos orixás, introduzidas pelos escravos. Essa hipótese é reforçada pelo fato de que em ocasiões de simples ensaios, os figuras dançam sem as vestes, mas sempre com as contas no pescoço. Outras peças, como o turbante seriam heranças dos africanos colonizados na África primeiramente por mouros, e posteriormente trazidos para o Brasil.
Os instrumentos musicais utilizados são: uma caixa, dois violões, dois cavaquinhos, dois reco-recos, chamados “pulés”, tocados pelos “Guias”. Nesta dança, patrão e dançarinos usam trajes especiais. O primeiro veste-se de marinheiro, por influência do mito e afirma:
-“São Gonçalo hoje é santo, ele já foi marinheiro”.
São os cantos que determinam as partes ou jornadas, em número de sete: “Nas horas de Deus amém”, “Vosso rei pediu a dança”, “Adeus parente”, “Jiruaê”, “Mamãe Zambi”, “Suzanê” e novamente “Nas horas de Deus amém”. A coreografia consta de uma série fixa de evoluções que se repete a cada jornada.
Organizados em duas fileiras voltadas para o altar, os dançarinos fazem movimentos por dentro e por fora das filas, trocam passos cadenciados com o patrão, fazem uma volta em torno dele, retornam às fileiras e trocam os lugares, terminando com uma vênia diante do altar do santo.
Em cada jornada há apresentação da Chula, que possui coreografia própria: com os braços levantados, um guia voluteia em torno do patrão e ambos executam movimentos de requebros, terminando com impulso do ventre à semelhança da umbigada. Este movimento é reproduzido por todos os dançarinos, dois a dois.
O fecho é dado pela Chula-de-encerramento: com passinhos miúdos, semelhantes ao sapateado, as duas fileiras, ora se aproximando, ora se afastando, chegam até o altar. Aí, em conjunto, todos se ajoelham, fazem vênia e dão por encerrada a dança. Por se tratar de dança votiva, o calendário fica à mercê dos devotos.
Em apresentações profanas as jornadas podem chegar a ser em número de nove. A letra das cinco jornadas intermediárias de uma apresentação, que não seja o pagamento de alguma promessa, provêem de letras inspiradas em temáticas africanas. Tais músicas também podem ser ouvidas quando das apresentações de outros grupos folclóricos que têm em si raízes negras. No pagamento das promessas as músicas em louvor ao santo português são em maior quantidade. Uma possível interpretação desses fatos é que os negros, após o período de cativeiro no Engenho Ilha, situado na Mussuca, tenham entrando em contato com os negros do município de Laranjeiras e ainda outros de fora da região e tenham espontaneamente inserido suas canções nos ritos de culto a São Gonçalo.
Uma ocasião especial para a realização da dança de São Gonçalo em Mussuca é durante Festa do Senhor da Cruz, realizada todo domingo de Páscoa. Nesse dia, os componentes do grupo realizam um ritual simples e em conjunto. Pela manhã, após os batizados na igreja do Senhor da Cruz, acontece o ensaio do São Gonçalo. À tarde acontece a missa, e a procissão do Senhor da Cruz, em que o grupo acompanha a caminhada já com a indumentária, mas atentos aos hinos entoados na procissão. No fim da procissão, o padre dá a bênção final na porta da igreja, e ali mesmo o grupo inicia sua evolução.
As danças ou rodas de São Gonçalo podem ser encontradas ainda hoje nos estados da Bahia, Sergipe, Alagoas, Pernambuco, Paraíba, Rio Grande do Norte, Ceará, Maranhão, Piauí, Goiás, Minas Gerais, Mato Grosso, Mato Grosso do Sul, Paraná e São Paulo.

## Lendas
Diz uma lenda, que a mulher que tocar com alguma parte do corpo o túmulo do santo, em Portugal, terá casamento garantido dentro de, no máximo, um ano. A dança inventada por Gonçalo de Amarante continuou sendo realizada por diversos grupos que além de festejar o santo, pagam promessas feitas a ele.[carece de fontes?]

## Dança
Tipicamente, os dançarinos são separados em duas fileiras, uma de homens e outra de mulheres, sendo a dança é dividida em rodeadas, que são sequências de coreografias, comandadas pelos violeiros. Cada rodeada pode durar mais de uma hora, dependendo sempre do número de participantes e o número de sequências de coreografias que vão sendo criadas pelos violeiros, sempre aumentando a dificuldade, e aqueles que estão atrás da fila tem que seguir os que estão na frente. Enquanto os violeiros cantam louvores a São Gonçalo, os dançarinos se dirigem ao altar, beijam a imagem, ajoelham-se e voltam para o fim de suas fileiras. Assim que termina um ciclo de coreografias se completa a rodeada. Em algumas localidades, no fim de cada volta, os dançarinos param e comem os pratos oferecidos pelo fiel que está pagando a promessa ao santo.